# Együttes védjegy
Az együttes védjegy (más néven kollektív védjegy, angolul collective trade mark vagy collective mark, spanyolul marca colectiva) az egyik különleges védjegyfajta (a tanúsító védjegy mellett), amelyre a védjegyjog általános rendelkezéseit meghatározott eltérésekkel lehet alkalmazni. A tanúsító védjegytől való alapvető eltérés az, hogy az együttes védjegyet egy kollektíva tagjai használhatják, míg a tanúsító védjegyet a jogosult nem használja, hanem minőségtanúsítást végez mások, a használók számára.

## A magyar szabályozás

### Az 1920. évi törvényben
Az 1920. évi magyar védjegytörvény bevezette az együttes (kollektív) védjegy oltalmát, német mintára, talán az osztrák jogtól való távolodás jegyében.

### Az 1969. évi IX. törvényben
Az együttes védjegy fogalmát a korábbi védjegytörvényünk, az 1969. évi IX. törvény is ismerte, eltérő tartalommal. Az  együttes védjegyre vonatkozó védjegyoltalmi igény körében a törvény előírta, hogy " Vállalatok jogi személyiséggel felruházott szervezetei (szövetség, érdekképviseleti szerv stb.) együttes védjegyoltalmat szerezhetnek az érdekelt vállalatok által használható védjegyre akkor is, ha maguk gazdasági tevékenység folytatására nem jogosultak, feltéve, hogy
- a) az érdekelt vállalatok áruinak valamilyen közös jellemzője van (pl. tájjelleg) és
- b) az együttes védjegyet a vállalatok a szervezet ellenőrzésével használják."[2]

### Az együttes védjegy az 1997. évi XI. törvényben
A védjegyek és földrajzi árujelzők oltalmáról szóló 1997. évi XI. törvény IV. részének XIII. fejezete rendelkezik az együttes (kollektív) védjegyről. Az együttes védjegyek oltalmára az e részben nem szabályozott kérdésekben a védjegyekre és oltalmukra vonatkozó általános rendelkezéseket kell alkalmazni.

#### Az együttes védjegy jogosultja
A védjegytörvény szerint egy védjegynek egy vagy több jogosultja lehet. Ha többen közösen kérik a megjelölés lajstromozását, a védjegyoltalmat közösen szerzik meg (közös védjegyoltalom).
Az együttes védjegynek egyetlen jogosultja van, azonban több használója.

#### Szabályzat
Az együttes védjegy lajstromozásának feltétele a törvényben előírt szabályzat csatolása. A szabályzatnak tartalmaznia kell
a) a védjegyjogosult társadalmi szervezet elnevezését és székhelyét,
b) a védjegy használatára jogosult tagok felsorolását, nevük, címük, illetve székhelyük feltüntetésével,
c) a tagság feltételeit,
d) a védjegy használatának feltételeit,
e) a védjegy használatának ellenőrzésére vonatkozó előírásokat,
f) a jogosulatlan védjegyhasználattal szembeni fellépés rendjét.

## Az együttes védjegyek és az eredetvédelem
Számos ország jogrendszere biztosítja az együttes védjegy oltalmát, miközben nem ismeri a földrajzi árujelzők nevesített oltalmát. A 89/104/EGK irányelvet felváltó 2008/95/EK európai parlamenti és tanácsi irányelv is ajánlja az együttes védjegy ilyen célú alkalmazását.
(2) A tagállamok … előírhatják, hogy egy megjelölés vagy jelzés együttes védjegyként, hitelesítési jegyként vagy tanúsító védjegyként oltalomban részesülhet akkor is, ha a forgalomban kizárólag az áru vagy a szolgáltatás földrajzi származásának feltüntetésére szolgál. Ebben az esetben a jogosult nem tilthat el mást attól, hogy a megjelölést vagy a jelzést gazdasági tevékenység körében – az üzleti tisztesség követelményeivel összhangban – használja; a védjegyoltalom alapján a jogosult nem léphet fel különösen a földrajzi név használatára jogosult személlyel szemben. (15. cikk (2) bekezdés)
Az 1997. évi XI. törvény lehetővé tette, hogy együttes védjegy esetén a megjelölés védjegyoltalomban részesülhessen akkor is, ha kizárólag az áru vagy a szolgáltatás földrajzi származásának feltüntetéséből áll. Kizárólag a földrajzi származás feltüntetéséből álló együttes védjegy esetén a szabályzatban lehetővé kell tenni mindazoknak a csatlakozását, akiknek árui vagy szolgáltatásai a védjegyben feltüntetett földrajzi területről származnak.
A 2003. évi CII. törvény ezt a lehetőséget megszüntette (egyetlen ilyen bejelentés sem ismert).

## Az együttes közösségi védjegy
Az együttes közösségi védjegy lajstromozására irányuló bejelentéshez  az együttes közösségi védjegy használatáról rendelkező szabályzatot kell csatolni.
Az együttes közösségi védjegy használatáról rendelkező szabályzatnak tartalmaznia kell
- a)	a bejelentő nevét és üzleti címét;
- b)	a szervezet célját, illetve azokat a célokat, amelyekre tekintettel a jogi személyiséggel rendelkező közjogi szervezetet létrehozták;
- c)	a szervezet, illetve a jogi személyiséggel rendelkező közjogi szervezet képviseletére felhatalmazott testületeket;
- d)	a tagság feltételeit;
- e)	a védjegy használatára jogosult személyeket;
- f)	adott esetben a védjegy használatának feltételeit, ideértve a jogkövetkezményeket is;
- g)	adott esetben a rendelet 65. cikke (2) bekezdésének második mondatában említett jogosultságot.[4]

Az EU közösségi védjegyjoga nem ismeri a közösségi tanúsító védjegy fogalmát, ezért csak együttes közösségi védjegy bejelentése lehetséges.

## Az együttes védjegy oltalma egyes országokban
- Finnországban